# Isoglossa
Genre
Isoglossa Oerst. est un genre de plantes à fleurs de la famille des Acanthaceae.
C'est le genre type de la sous-tribu des Isoglossinae.

## Liste d'espèces
Selon Catalogue of Life (7 janvier 2018) :
- Isoglossa angusta (Nees) Baker
- Isoglossa anisophylla R.K. Brummitt
- Isoglossa asystasioides I.Darbysh. & Ensermu
- Isoglossa bolusii C. B. Cl.
- Isoglossa bondwaensis I.Darbysh.
- Isoglossa bracteosa Mildbr.
- Isoglossa bruceae I.Darbysh.
- Isoglossa candelabrum Lindau
- Isoglossa cataractarum R.K. Brummitt & A.M.B. Feika
- Isoglossa ciliata (Nees) Engl.
- Isoglossa clemensorum (R. Benoist) B. Hansen
- Isoglossa collina (T. Anderson) B. Hansen
- Isoglossa comorensis Lindau
- Isoglossa congesta M. Hedrén
- Isoglossa cooperi C. B. Cl.
- Isoglossa cyclophylla Mildbr.
- Isoglossa delicatula C. B. Cl.
- Isoglossa densa N. E. Brown
- Isoglossa dichotoma (Bl.) B. Hansen
- Isoglossa dispersa I.Darbyshire & L.Pearce
- Isoglossa eckloniana (Nees) G. Lindau
- Isoglossa eliasbandae R.K. Brummitt
- Isoglossa eranthemoides (F. Muell.) R.M. Barker
- Isoglossa expansa Benoist
- Isoglossa eylesii (S. Moore) R.K. Brummitt
- Isoglossa faulknerae I.Darbysh.
- Isoglossa floribunda C. B. Cl.
- Isoglossa geoffrayi (R. Benoist) B. Hansen
- Isoglossa glabra (Hand.-Mazz.) B. Hansen
- Isoglossa glandulifera Lindau
- Isoglossa glandulosissima K.Balkwill
- Isoglossa gracillima Baker
- Isoglossa grandiflora C. B. Cl.
- Isoglossa gregorii (S. Moore) G. Lindau
- Isoglossa humbertii Mildbr.
- Isoglossa hypoestiflora Lindau
- Isoglossa inermis (R. Benoist) B. Hansen
- Isoglossa ixodes Lindau
- Isoglossa justicioides Baker
- Isoglossa lactea Lindau ex Engl.
- Isoglossa laxa Oliv.
- Isoglossa laxiflora Lindau
- Isoglossa longiflora Benoist
- Isoglossa macowanii C. B. Cl.
- Isoglossa mbalensis R.K. Brummitt
- Isoglossa melleri Baker
- Isoglossa membranacea C. B. Cl.
- Isoglossa milanjiensis S. Moore
- Isoglossa multinervis I.Darbysh.
- Isoglossa namuliensis I. Darbysh. & T. Harris
- Isoglossa nervosa C. B. Cl.
- Isoglossa oreacanthoides Mildbr.
- Isoglossa origanoides (Nees) S. Moore
- Isoglossa ovata (Nees) G. Lindau
- Isoglossa parviflora Benoist
- Isoglossa parvifolia Rendle
- Isoglossa paucinervis I.Darbysh.
- Isoglossa pawekiae R.K. Brummitt & A.M.B. Feika
- Isoglossa prolixa (Nees) G. Lindau
- Isoglossa punctata (Vahl) Brummitt & J. R. Wood
- Isoglossa rubescens Lindau
- Isoglossa rutenbergiana Vatke
- Isoglossa somalensis Lindau
- Isoglossa stipitata C. B. Cl.
- Isoglossa strigosula C. B. Cl.
- Isoglossa subcordata (C. B. Cl.) B. Hansen
- Isoglossa substrobilina C. B. Cl.
- Isoglossa sylvatica C. B. Cl.
- Isoglossa ufipensis R.K. Brummitt
- Isoglossa variegata I.Darbysh.
- Isoglossa ventricosa I.Darbysh.
- Isoglossa vestita Benoist
- Isoglossa vulcanicola Mildbr.
- Isoglossa woodii C. B. Cl.

Selon NCBI (7 janvier 2018) :
- Isoglossa ciliata
- Isoglossa collina
- Isoglossa cooperi
- Isoglossa gracillima
- Isoglossa grandiflora
- Isoglossa ovata
- Isoglossa stipitata

Selon The Plant List (7 janvier 2018) :
- Isoglossa angusta (Nees) Baker
- Isoglossa bolusii C.B. Clarke
- Isoglossa bondwaensis I.Darbysh.
- Isoglossa bruceae I.Darbysh.
- Isoglossa ciliata Lindau
- Isoglossa collina (T.Anderson) B.Hansen
- Isoglossa comorensis Lindau
- Isoglossa cooperi C.B. Clarke
- Isoglossa delicatula C.B. Clarke
- Isoglossa densa N.E. Br.
- Isoglossa eckloniana Lindau
- Isoglossa eranthemoides (F.Muell.) R.M.Barker
- Isoglossa expansa Benoist
- Isoglossa faulknerae I.Darbysh.
- Isoglossa floribunda C.B.Clarke
- Isoglossa glabra (Hand.-Mazz.) B. Hansen
- Isoglossa gracillima Baker
- Isoglossa grandiflora S.Moore
- Isoglossa grantii C.B. Clarke
- Isoglossa gregoryi (S. Moore) Lindau
- Isoglossa hypoestiflora Lindau
- Isoglossa justicioides Baker
- Isoglossa lactea Lindau ex Engl.
- Isoglossa laxa Oliv.
- Isoglossa laxiflora Lindau
- Isoglossa longiflora Benoist
- Isoglossa macowanii C.B. Clarke
- Isoglossa melleri Baker
- Isoglossa membranacea C.B.Clarke
- Isoglossa milanjiensis S.Moore
- Isoglossa multinervis I.Darbysh.
- Isoglossa oerstediana Lindau
- Isoglossa origanoides (Nees) Lindau
- Isoglossa ovata (Nees) Lindau
- Isoglossa parviflora Benoist
- Isoglossa paucinervis I.Darbysh.
- Isoglossa prolixa Lindau
- Isoglossa punctata (Vahl) Brummitt & J.R.I.Wood
- Isoglossa runssorica Lindau
- Isoglossa rutenbergiana Vatke
- Isoglossa stipitata C.B. Clarke
- Isoglossa substrobilina C.B.Clarke
- Isoglossa sylvatica C.B. Clarke
- Isoglossa variegata I.Darbysh.
- Isoglossa ventricosa I.Darbysh.
- Isoglossa vestita Benoist
- Isoglossa vulcanicola Mildbr.
- Isoglossa woodii C.B. Clarke

Selon Tropicos (7 janvier 2018) (Attention liste brute contenant possiblement des synonymes) :
- Isoglossa angusta (Nees) Baker
- Isoglossa anisophylla Brummitt
- Isoglossa asystasioides I. Darbysh. & Ensermu
- Isoglossa bachmannii Lindau
- Isoglossa bolusii C.B. Clarke
- Isoglossa bondwaensis I. Darbysh.
- Isoglossa bracteosa Mildbr.
- Isoglossa bruceae I. Darbysh.
- Isoglossa candelabrum Lindau
- Isoglossa ciliata Lindau
- Isoglossa collina (T. Anderson) B. Hansen
- Isoglossa comorensis Lindau
- Isoglossa congesta Hedrén
- Isoglossa cooperi C.B. Clarke
- Isoglossa delicatula C.B. Clarke
- Isoglossa densa N.E. Br.
- Isoglossa dispersa I. Darbysh. & L.J. Pearce
- Isoglossa eckloniana Lindau
- Isoglossa eliasbandae Brummitt
- Isoglossa expansa Benoist
- Isoglossa eylesii Brummitt
- Isoglossa faulknerae I. Darbysh.
- Isoglossa floribunda C.B. Clarke
- Isoglossa glabra (Hand.-Mazz.) B. Hansen
- Isoglossa glandulifera Lindau
- Isoglossa gracillima Baker
- Isoglossa grandiflora C.B. Clarke
- Isoglossa grantii C.B. Clarke
- Isoglossa gregoryi (S. Moore) Lindau
- Isoglossa humbertii Mildbr.
- Isoglossa hypoestiflora Lindau
- Isoglossa imbricata Brummitt
- Isoglossa insularis Benoist
- Isoglossa ixodes Lindau
- Isoglossa justicioides Baker
- Isoglossa lactea Lindau ex Engl.
- Isoglossa laxa Oliv.
- Isoglossa laxiflora Lindau
- Isoglossa longiflora Benoist
- Isoglossa macowanii C.B. Clarke
- Isoglossa mbalensis Brummitt
- Isoglossa melleri Baker
- Isoglossa membranacea C.B. Clarke
- Isoglossa milanjiensis S. Moore
- Isoglossa mossambicensis Lindau
- Isoglossa multinervis I. Darbysh.
- Isoglossa nervosa C.B. Clarke
- Isoglossa oerstediana Lindau
- Isoglossa oreacanthoides Mildbr.
- Isoglossa origanoides (Nees) Lindau
- Isoglossa ovata (Nees) Lindau
- Isoglossa parviflora Benoist
- Isoglossa parvifolia Rendle
- Isoglossa paucinervis I. Darbysh.
- Isoglossa pawekiae Brummitt & Feika
- Isoglossa prolixa Lindau
- Isoglossa punctata (Vahl) Brummitt & J.R.I. Wood
- Isoglossa rubescens Lindau
- Isoglossa rungioides S. Moore
- Isoglossa runssorica Lindau
- Isoglossa rutenbergiana Vatke
- Isoglossa salviiflora Brummitt
- Isoglossa schliebenii Mildbr.
- Isoglossa somalensis Lindau
- Isoglossa stipitata C.B. Clarke
- Isoglossa strigosula C.B. Clarke
- Isoglossa substrobilina C.B. Clarke
- Isoglossa sylvatica C.B. Clarke
- Isoglossa ufipensis Brummitt
- Isoglossa variegata I. Darbysh.
- Isoglossa ventricosa I. Darbysh.
- Isoglossa vestita Benoist
- Isoglossa volkensii Lindau
- Isoglossa vulcanicola Mildbr.
- Isoglossa woodii C.B. Clarke